# Брюс Девіс
Брюс Макгрегор Девіс (нар. 5 жовтня 1942 р.) — колишній член сім'ї Менсон, якого називали «правою рукою Чарльза Менсона».

## Раннє життя
Брюс Девіс народився 5 жовтня 1942 року в Монро, штат Луїзіана. Девіс був редактором шкільного щорічника і три роки відвідував Університет Теннесі . У 1962 році він поїхав до Каліфорнії.
У 1967 році в Орегоні Девіс познайомився з Чарльзом Менсоном та його супутниками Мері Бруннер, Лінетт Фромм та Патрісією Кренвінкел .
Девіс жив у Лондоні з листопада 1968 по квітень 1969 року, працюючи в штаб-квартирі Церкви Саєнтології.

## Вбивства
Девіс був присутній, коли в липні 1969 року Менсон надрізав ліве вухо Гарі Хінмана. Згодом Хінмана зарізав Боббі Босолей . Ні Менсон, ні Девіс не були присутніми при вбивстві Хінмана. В кінці серпня Девіс брав участь у вбивстві робітника ранчо Спан Дональда «Шорті» Ши . Девіс був присутнім, коли 5 листопада 1969 р. Джон Філіп Хавд (John Philip Haught) ака «Нуль», нібито вбив себе, граючи в російську рулетку.
У якийсь момент після цих подій, Девіс пішов у підпілля, в кінцевому підсумку, здавшись 2 грудня 1970 року.

## Засудження та в'язниця
У 1972 році Девіс був засуджений в окрузі Лос-Анджелес за двома пунктами вбивства першого ступеня за вбивства Хінмана та Ши, та за змову на вчинення вбивства та пограбування. Каліфорнія тоді нещодавно скасувала смертну кару, його засудили до довічного ув'язнення. Строк почався 21 квітня 1972 року. Він став проповідником у в'язничній каплиці і зберігав чистий дисциплінарний облік з 1980 року. Він був визнаний придатним для дострокового звільнення у 2010 році, 2012, 2014, 2015 та 2017. У кожному випадку губернатор наказував переглянути або скасувати рішення.